# Emilio de Navasqüés
Emilio de Navasqüés y Ruiz de Velasco (23 o 24 de marzo de 1904-10 de marzo de 1976) fue un diplomático español.

## Biografía
Nacido el 23 o 24 de marzo de 1904 en Madrid, ingresó en la carrera diplomática en 1929 y ocupó, entre otros destinos, el puesto de cónsul general en Tánger (1934-1935) y, sucesivamente, los de embajador español en Argentina (1950-1951), Italia (1958-1959) y Portugal (1972-1974). Entre 1950 y 1972 fue director de la Escuela Diplomática.
Entre 1951 y 1955 fue subsecretario de Asuntos Exteriores.
Entre 1944 y 1947 ejerció como director general de Política Económica del Ministerio de Asuntos Exteriores, siendo el encargado de negociar con las potencias aliadas sobre los bienes alemanes al final de la Segunda Guerra Mundial. Desde este cargo también negoció con el jerarca nazi Johannes Bernhardt la entrega del conglomerado empresarial Sofindus, y realizó un informe confidencial donde recomendaba no entregar a numerosos agentes nazis que habían sido reclamados por los aliados.
Falleció en Madrid el 10 de marzo de 1976.